# 幡羅官衙遺跡群

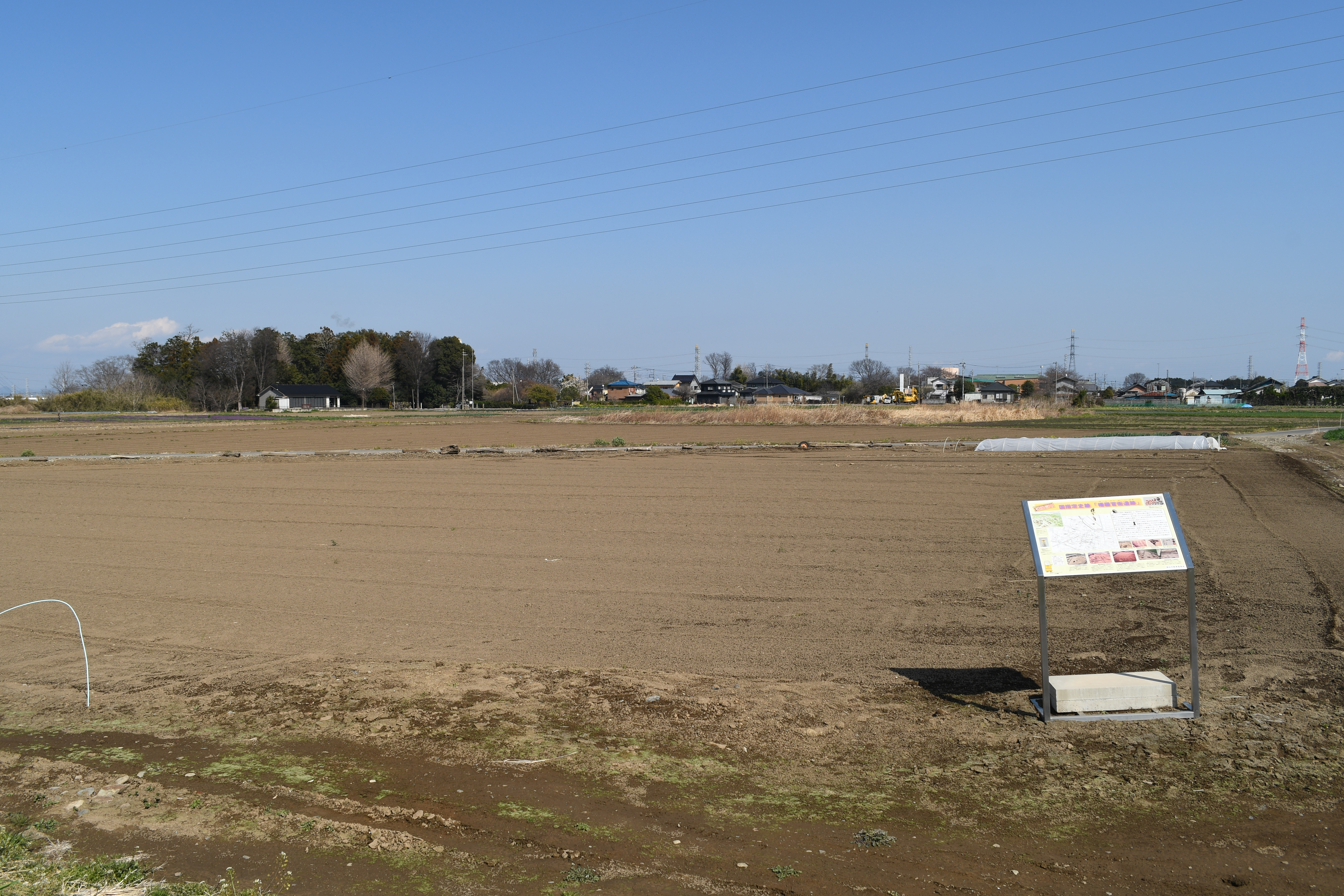
幡羅官衙遺跡

幡羅官衙遺跡群（はらかんがいせきぐん）は、埼玉県深谷市東方（ひがしがた）から同県熊谷市西別府（にしべっぷ）に跨って分布する古代武蔵国幡羅郡の郡衙（郡家）中枢を構成する複数遺跡（周知の埋蔵文化財包蔵地）の総称（遺跡群）。幡羅遺跡（幡羅官衙遺跡）・西別府遺跡・西別府祭祀遺跡・西別府廃寺跡からなる。このうちの幡羅遺跡（幡羅官衙遺跡）と西別府祭祀遺跡が国の史跡に指定されている。西別府祭祀遺跡は埼玉県選定重要遺跡でもある。

## 概要
深谷市側の幡羅遺跡（幡羅官衙遺跡）を中心とし、熊谷市側（西別府祭祀遺跡・西別府遺跡・西別府廃寺跡）に連なる古代官衙（役所）跡で、飛鳥時代（古墳時代終末期）の7世紀後半から、平安時代の11世紀前半にかけて存続した武蔵国幡羅郡の郡衙と目されている。利根川南岸の沖積低地に面した台地（櫛挽台地）の上に立地している。2001年（平成13年）に存在が確認された。
遺跡群範囲の大部分は畑となっており、古代の遺構面（生活面）に形成された建物跡（掘立柱建物の柱穴や礎石建物の礎石、竪穴建物）や区画溝、道路などの各種遺構と遺物が良好な状態で土中に埋没している。また役所の実務が行われた官衙域のほか、周辺には水辺での祭祀跡（西別府祭祀遺跡）や、郡寺と見られる古代寺院跡（西別府廃寺跡）が隣接して所在する。これら3種類の遺跡が併存し有機的に機能していることが確認出来る遺跡としては岐阜県関市・美濃市の弥勒寺官衙遺跡群に続く2例目の発見とされる。
このため古代郡衙の全貌が把握でき、その成立から廃絶までの約300年の変遷が確認できる貴重な遺跡として評価され、幡羅遺跡（幡羅官衙遺跡）と西別府祭祀遺跡の範囲が2018年（平成30年）2月13日に国の史跡に指定された。

## 構成遺跡

### 幡羅遺跡（幡羅官衙遺跡）
郡衙中枢部を構成する遺跡である。深谷市側の範囲は東西約500メートル×南北約400メートルにおよび、東側は熊谷市域の西別府遺跡へと連なる。2001年（平成13年）度以降、35次にわたる発掘調査により、租税の米などを納めた正倉（高床建築の掘立柱建物、後に礎石建物となる）のほか、国司巡回などの際に宿泊施設となった「館」とみられる四面庇建物（しめんびさしたてもの）、厨家、曹司などの実務官衙域の建物群（掘立柱建物）、区画溝、道路などの遺構が検出された。
遺跡の中央部には、両端に側溝を持つ幅8メートルの直線道路が敷設されており、遺跡の南西端から北東方向に伸びている。道路の北東端は台地末端部の西別府祭祀遺跡にいたる。道路北西側に正倉の建物群、南東側に実務官衙域（館・厨家・曹司など）の建物群が配置され、道路北西側の側溝の方が南東側の側溝より大きいことから、正倉を区画する溝でもあったと推定されている。政庁（郡庁）の建物跡は確認されていないが、深谷市側の西別府遺跡に所在している可能性が高いとされる。なお、当遺跡範囲の西隣から南隣にかけては、郡衙周辺の集落域である下郷遺跡（しもごういせき）が展開する。
これらの郡衙施設群は、7世紀後半に周辺集落とともに出現し、建物の建て替えや配置の変化などの変遷を伴いながら300年以上存続して11世紀前半に廃絶したと考えられている。

### 西別府遺跡
幡羅官衙遺跡の熊谷市側の領域にあたり、2004年（平成16年）から2010年（平成22年）にかけて4次にわたる調査で、掘立柱建物7棟（大型3棟・小型4棟）や、それらを囲う2重の区画溝などが検出された。遺物では、日用の土師器・須恵器・土師質土器などの土器類のほか、緑釉陶器・灰釉陶器など当時の高級品とされる陶器が出土し、西別府廃寺に使われた瓦（軒丸瓦・軒平瓦）も出土した。検出された建物遺構の機能については不明な点があるが、当遺跡の範囲内に郡衙の政庁（郡庁）が存在する可能性が高いとされている。

### 西別府祭祀遺跡
官衙遺跡群の展開する台地の北縁部（崖線）直下には、利根川支流の福川から派生してきた小流路が流れている。この小流路に面した崖線の湧水地点で、7世紀後半から11世紀前半にかけて水辺の祭祀儀礼が行われており、西別府祭祀遺跡と呼ばれている。7世紀後半では古墳時代以来の「石製模造品」を用いた祭祀が行われるが、7世紀末に郡衙による祭祀が整備されるのに従い土師器や須恵器を用いた儀礼へと変化し、9世紀以降は墨書土器を用いたものへと変遷する。斎串（いぐし）や人形（ひとがた）などの木製祭祀具は未発見である。
幡羅遺跡と共に国の史跡を構成するが、西別府祭祀遺跡単体としては埼玉県選定重要遺跡に選定されている。また、出土した祭祀遺物は、2011年（平成23年）3月18日に埼玉県指定有形文化財に指定されている。

### 西別府廃寺跡

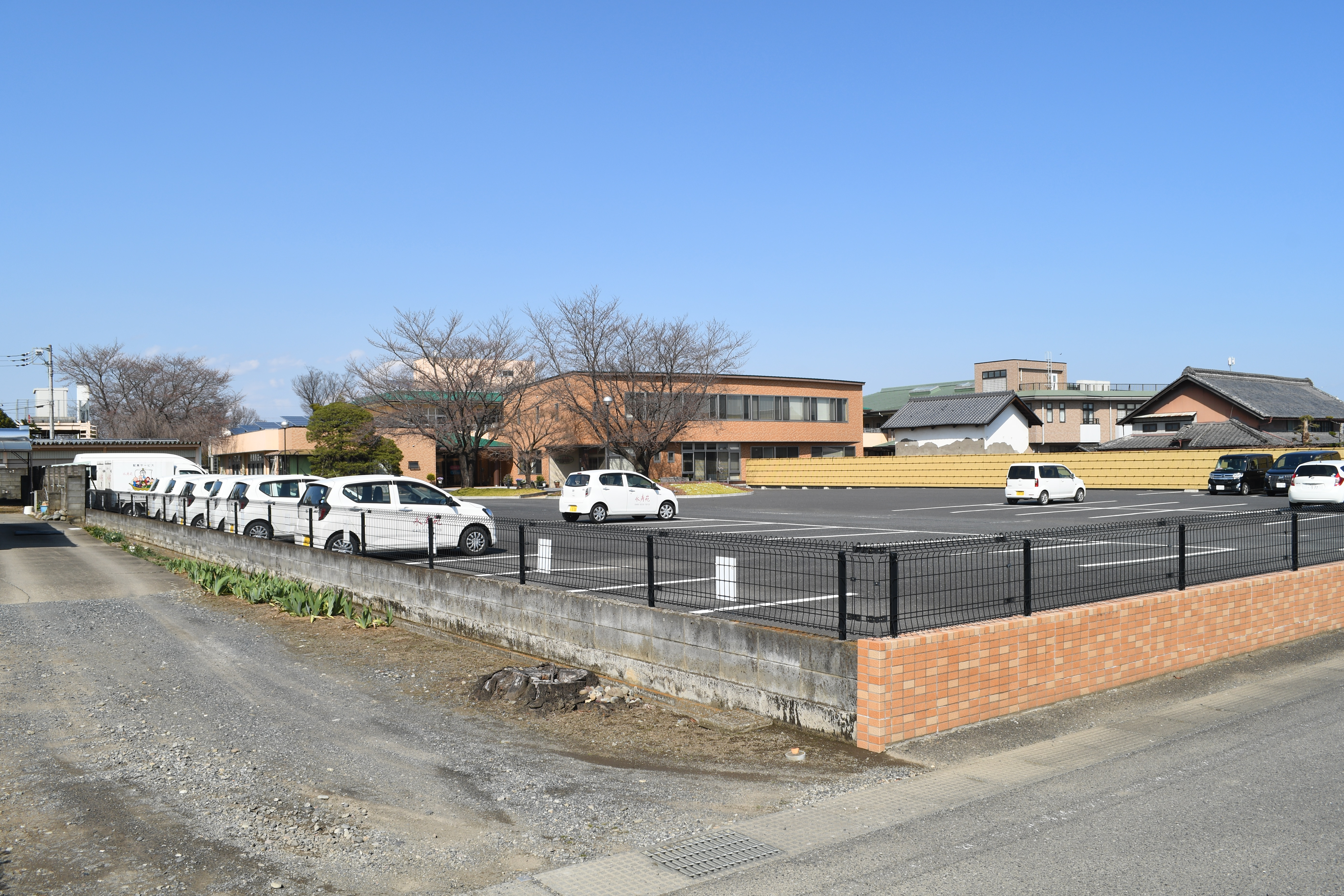
西別府廃寺跡付近

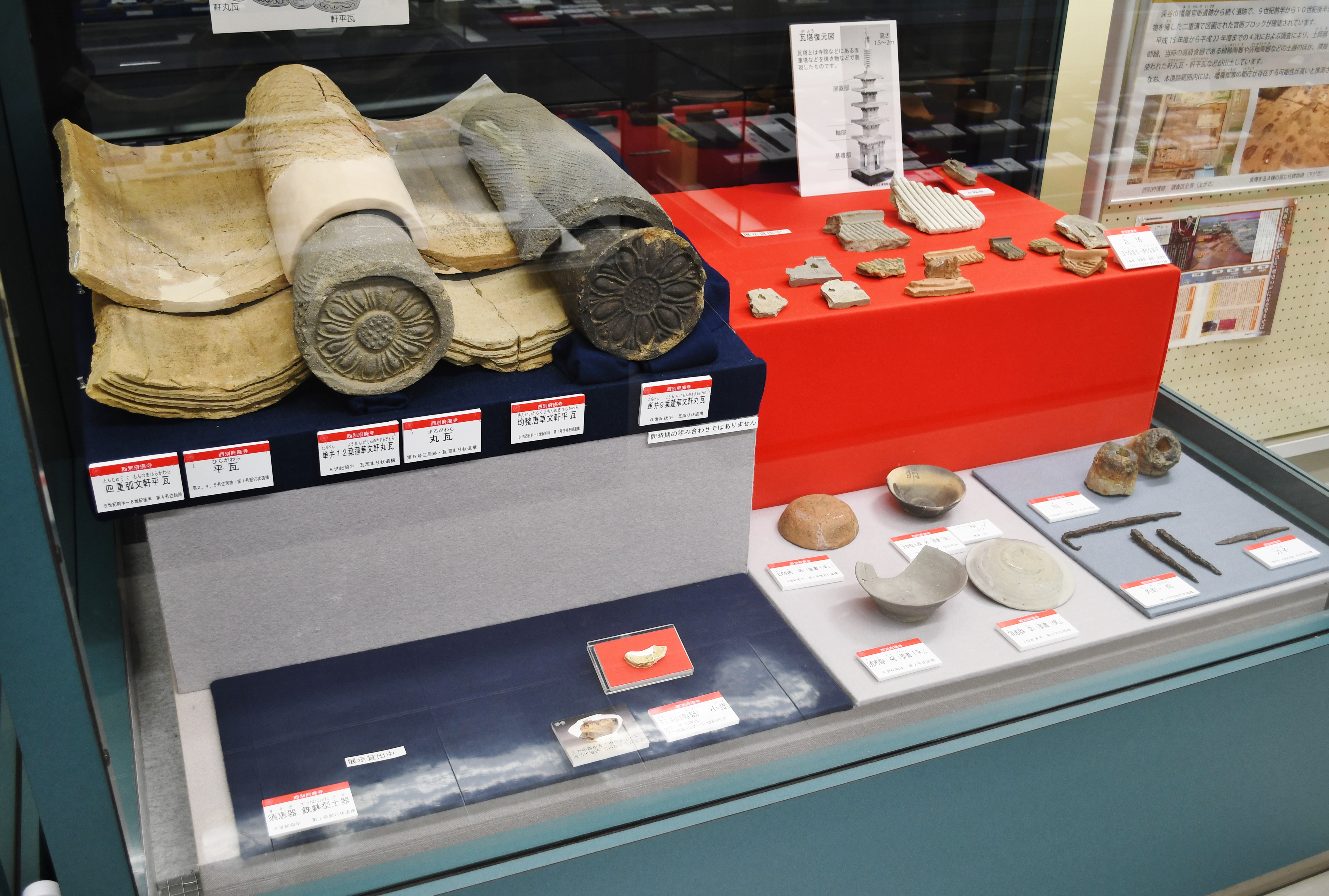
出土品（熊谷市立江南文化財センター展示）

幡羅遺跡・西別府遺跡の東隣に位置する。1990年（平成2年）度から2016年（平成28年）度までの間に5回の発掘調査が実施されており、基壇を持つ建物跡や区画溝のほか、軒丸瓦、軒平瓦、丸瓦、平瓦などが多量に出土し、8世紀初頭から9世紀後半にかけて存続した郡寺とみられる古代寺院跡であることが判明した。寺の範囲は東西約150メートル×南北約200メートルの規模で、幅約5メートルの区画溝で区画されていた。また、鍛冶工房の竪穴建物も検出され、釘などの建材を生産していたと推定されている。国の史跡には含まれていないが、出土した古代瓦25点が熊谷市指定有形文化財に指定されている。

## キャラクター

### ハラ君
幡羅官衙遺跡群をPRするため深谷市が制作したキャラクター（ゆるキャラ）。幡羅官衙遺跡の「館」とみられる建物跡に付随する竪穴建物から出土した、カマドの土製支脚（しきゃく）と推定される人面の彫られた円筒形土製品をモデルとする。線刻された人面はカマド神ではないかと考えられている。